# 장피에르 비달
장피에르 비달(프랑스어: Jean-Pierre Vidal, 1977년 2월 24일~)은 프랑스의 은퇴한 알파인 스키 선수이다.  올림픽에 2회 참가하여 2002년 동계 올림픽에서 남자 회전 부문 금메달을 획득했다. 또한 세계 선수권 대회에서 동메달 1개를 획득했다.